# Музика Словенії
Словенська музика — музична культура Словенії, невід'ємна частина західноєвропейської музичної культури, тісно пов'язана з музикою сусідніх країн, переважно Австрії, північної Італії та Хорватії.

## Історія
Чи не найдавнішим відомим музичним інструментом була флейта Дів'є Бабе — артефакт, знайдений у печері поблизу словенського містечка Церкно. Її вік оцінюється приблизно в 55 000 років.
Історію сучасної словенської музики можна відстежити до V ст н. е., коли в Карантанії почало ширитися християнство. Запроваджувалися літургійні гімни (kyrie eleison).
Упродовж доби середньовіччя світська музика була настільки ж популярною, як і церковна, в тому числі і мандрівні міннезінгери. 1498 року, під час протестантської реформації, директором Віденського хору хлопчиків став крайненський диригент і композитор з міста Ново Место Юрій Слатконя. 
Професійна музика у Словенії виникла досить рано, про що свідчать джерела XIV—XV ст. Спочатку професійне музичне мистецтво розвивалось у монастирях (ХІІ—XIV ст.), а у XV ст. при церквах утворювалися співацькі школи. Серед перших композиторів — Я. Галлус (культові і світські багатоголосі твори). Однак на розвитку національної музики позначилася насильницька германізація словенських земель. Словенська музика в XVI—XVII ст. має ознаки впливу церковної музики, а у XVIII ст. — італійської та віденської музичних шкіл. У Словенії, як і в сусідній Хорватії, поширення ідей ілліризму (1830-ті роки) викликало посилений інтерес до всього народного, зокрема до народної музики. У XVIII ст. музичним центром стає Любляна, де 1701 засновано Філармонічну академію (з 1794 — Філармонічне товариство, при ньому з 1816 — музичні класи, згодом перетворені на музичну школу), з 1765 — Становий театр. Першу оперу словенською мовою було створено оперу наприкінці XVIII ст. Авторами перших опер були Я. Зупан («Белин», 1780, не поставлена), Я. Новак («Фігаро», 1790).
Серед словенських композиторів XIX в. найцікавіші твори Д. Єнка (1835-1914 рр.), який написав чимало патріотичних народних пісень, та Б. Іпавця (1829-1909 рр.) і Ф. Гербича (1840-1912 рр.), що широко використовували у своїх вокальних та оркестрових творах народні пісенні мотиви. У середині ХІХ ст. у музиці Словенії утвердився національний романтичний стиль (Ю. Флейшман, М. Вилхар, Г. і К. Машеки). Розвиткові музичного мистецтва сприяло музичне товариство «Глазбена матиця» (1872, Любляна), яке відкрило музичну школу, організувало хор, симфонічний оркестр. 1892 року в Любляні відкрито Словенський театр, в якому було поставлено національні опери і оперети Ф. Гербича, Б. Іпавця, А. Ферстера, Р. Савіна, Г. Крека, Е. Адамича, А. Лайовиця.
1919 року створено консерваторію (з 1924 — Державна консерваторія, з 1939 — Академія музики), Музично-історичний інститут (1934), філармонію (1936—41). Серед композиторів 20-30-х рр. — М. Когой, С. Остерць (основоположник сучасної композиторської школи), Б. Арнич, М. Бравничар, М. Козина. Створено Словенську філармонію (1947; з симфонічним оркестром і хором), хор і естрадний оркестр при Люблянському радіо і телебаченні, Інститут музикознавства при Люблянському університеті. Серед сучасних музикантів — композитори Д. Швара, П. Рамовш, І. Петрич; диригенти С. Хубад, Д. Жебре; піаністи і композитори Д. Томишич, М. Липовшек; скрипаль І. Озим; співаки Р. Францл, Л. Корошець; співачка В. Буковець (гастролювала в Києві, в часи УРСР).

## Народна музика
У свідомості багатьох іноземців словенська народна музика ототожнюється з т. зв. словенською полькою, яка все ще популярна і нині, особливо серед емігрантів та їхніх нащадків. Проте окрім добре відомих польки та вальсу є чимало інших стилів словенської народної музики: коло, лендер, штаєріш, мафріне і шалтін, якими, однак, не вичерпується перелік традиційних музичних стилів і танців Словенії. 

### Вокальна
Для народних пісень Словенії характерні діатоніка, переважання мажору, перемінні метри, багатоголосся. Сільський гармонійний спів — глибоко вкорінена традиція у Словенії. Спів, щонайменше, чотириголосий, а в деяких місцевостях співають навіть на дев'ять голосів. Тим самим словенські народні пісні зазвичай відлунюють м'яко і гармонійно та дуже рідко — у мінорному тоні.

### Інструментальна
Типова словенська народна музика виконується на штирійській гармоніці (найстаріший тип акордеона), скрипці, кларнеті, цитрі, флейті, а також духовими оркестрами альпійського типу. Традиційна словенська музика включає різні види музичних інструментів, таких як:
- Штирійська гармоніка
- Контра
- Цимбали
- Цитра
- Тамбуриця
- Народна скрипка
- Віолончель
- Гайда[2]
- Духові інструменти
- Кларнет
- Щелепна арфа
- Окарина
- Клопотець
- Флейта Пана
- Псалтирій
- Бубон

Музиканти, що відроджують фольк: «Volk Volk», «Kurja Koža», «Marko Banda», «Katice», «Bogdana Herman», «Ljoba Jenče», «Vruja», «Trinajsto praše», «Šavrinske pupe en ragacone», «Musicante Istriani» і «Tolovaj Mataj».
Одним із найкращих словенських діатонічних акордеоністів є Нейц Пачник, який двічі вигравав чемпіонат світу з гри на акордеоні в 2009 та 2015 роках.

### Словенськекантрі
Починаючи з 1952 р. в теле- і радіопередачах, у кіно та на концертах по всій Західній Німеччині почав з'являтися гурт Славка Авсеника. Колектив винайшов оригінальне «верхньокрайненське» звучання, яке стало основним механізмом етнічного музичного вираження не тільки у Словенії, а й у Німеччина, Австрії, Швейцарії та Бенілюксі. Група створила майже 1000 оригінальних творів, що є невід'ємною частиною спадщини словенського стилю польки. Славко та його брат Вілко зазвичай зараховуються до піонерів словенської народної музики, закріпивши свій стиль у 1950-х рр. Багато музикантів пішли слідами Авсеника, одним із найвідоміших серед них є Лойзе Слак.

## Популярна музика

### Сучасна музика
Серед популярних у Словенії музикантів, які працюють у стилях поп-, рок-, індастріал- та інді-музики найбільш вирізняється індастріал-гурт Laibach початку 1980-х років, а із зовсім недавніх — словенський акапельний поп-гурт «Perpetuum Jazzile».

#### Етнічна музика
Гурт «Begnagrad» Братка Бибича 1970-х рр. вважається одним із тих, які справили визначальний вплив на сучасну етнічну музику, а унікальний акордеонний стиль Бибича, а часто і соло без акомпанементу зробили його також сольною зіркою.

#### Панк-рок
У тітовській Югославії Словенія була центром панк-року. Найвідомішими представниками цього жанру були: «Pankrti», «Niet», «Lublanski Psi», Čao Pičke, Via Ofenziva, Tožibabe та «Otroci Socializma». 

#### Техно і техно-хауз
Словенія також дала двох відомих ді-джеїв: DJ Umek і Valentino Kanzyani, які спеціалізуються на техно і тек-хаузі.

### Музика кіно
Композитором музики до 170 фільмів був Боян Адамич (1912—1995).

## Фестивалі
У Словенії з 2013 року проводиться фестиваль української культури «Берегиня». У рамках V міжнародного фестивалю української культури «Берегиня» в 2018 році відбудеться міжнародний конкурс на краще виконання української пісні «Українські солоспіви у Словенії» У Чрномелі проходить найстаріший фольклорний фестиваль «54. Jurjevanje v Beli krajini», який 2017 року претендував на звання першого заходу в Словенії, проведеного без побутових відходів. У Любляні до 1 січня 2017 тривав дуже нетривіальний фестиваль, на якому можна було побачити світло- і піротехнічні шоу, виступи вуличних акторів просто неба, послухати різдвяні пісні в хоровому виконанні тощо, а 31 січня – 2 лютого 2018 в столиці Словенії відбувався найбільший фестиваль електронної музики у Центральній Європі «MENT Ljubljana».